# Mammilloydia
Mammilloydia es un género de cactus con una única especie  endémica de México (Mammilloydia candida). Su hábitat natural son los desiertos.  

## Descripción
Cactus de forma globosa. Al igual que el género Mammillaria no posee costillas y las areolas se dividen en dos partes, basal y apical. Las flores, de color rosa mezclado de blanco, nacen en la zona basal, las espinas en la apical, muy numerosas y de color blanco y marrón.